# Jorge Cupeiro

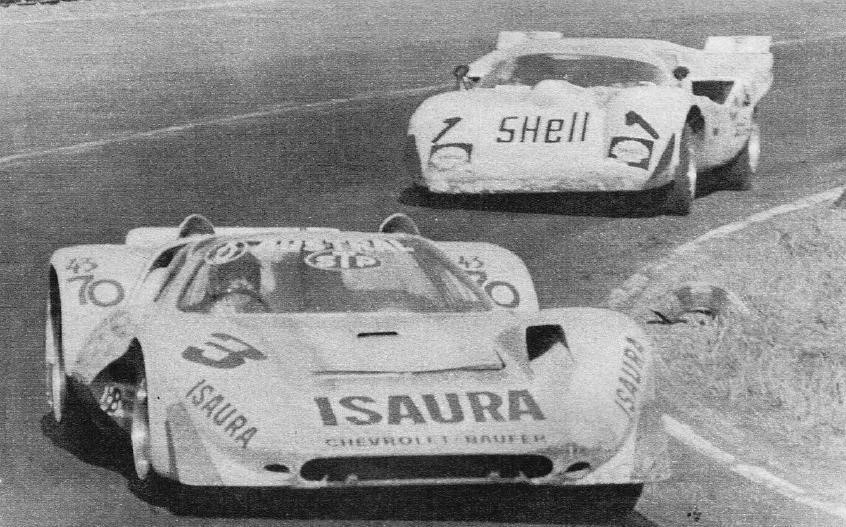
Cupeiro (sobre un Baufer-Chevrolet) delante de Eduardo Copello, en una carrera de SP en 1970.

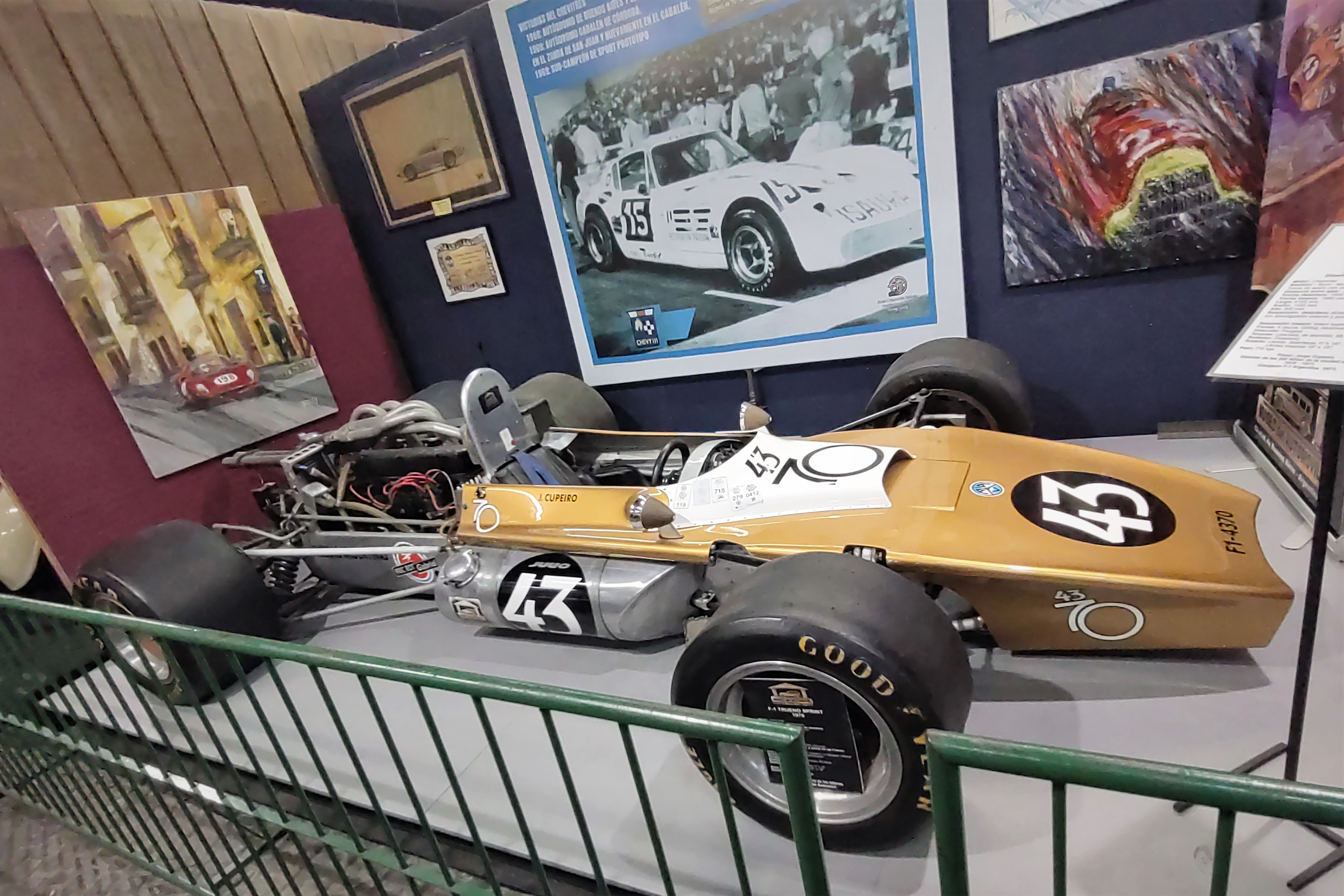
Auto con el que fue campeón de F1 en 1971 (Museo del Automóvil), Buenos Aires.

Jorge Cupeiro (Buenos Aires; 15 de octubre de 1937-10 de enero de 2021) fue un piloto de automovilismo argentino. Fue campeón de la Fórmula 1 Mecánica Argentina 1971 y subcampeón de Turismo Carretera en 1965.

## Biografía
Sus primeros logros los obtuvo corriendo con un Heinkel en el año 1959, en carreras locales.
En los años 1960 se decía que verlo conducir era un atracción, condujo diversos automóviles de diversas marcas y obtuvo 41 triunfos entre 1960 y 1971. En Turismo Carretera corrió con el revolucionario Chevitu, el Trueno Sprint, una Liebre III, entre otros, y ganó alrededor de 14 carreras.
El mencionado Chevitu fue el automóvil que marcó el paso de las denominadas cupecitas a los autos modernos de la época.
En el plano internacional, integró el Equipo Automundo que en 1966 compitió en la F3 Europea. En 1969 fue uno de los pilotos que participó de la llamada Misión argentina en la Marathon de la Route de Nürburgring. Participó a bordo del Torino 380 W n.°2, compartiendo butaca con Gastón Perkins y Eduardo Rodríguez Canedo. Lideró gran parte de la competencia, debiendo abandonar debido a una salida de pista.
En las temporadas de Fórmula 3 de 1966 y 1967 corridas en Argentina, tuvo actuación destacada: ganó tres carreras de la denominada 500 Millas Argentinas (1966, 1970 y 1971), y participó además en los 1000 km de Buenos Aires (1970-1972). En sus dos primeras participaciones, lo hizo junto al sueco Ronnie Peterson. En el automovilismo local, corrió en las categorías Turismo Estándar, Anexo J, Turismo Mejorado, Mecánica Argentina F1 y Sport Prototipo Argentino.
Se retiró tras la temporada 1977 de TC, conduciendo un Dodge GTX.
Era presidente honorario de la Asociación Argentina de Volantes.
En los años 2002 y 2016, recibió sendas angioplastias coronarias con stent efectuadas por el cardiólogo pionero Luis M. De la Fuente. Murió en enero de 2021, a los 83 años, culpa de una enfermedad que lo afectaba hace años.